# Коргон (Лейлекский район)

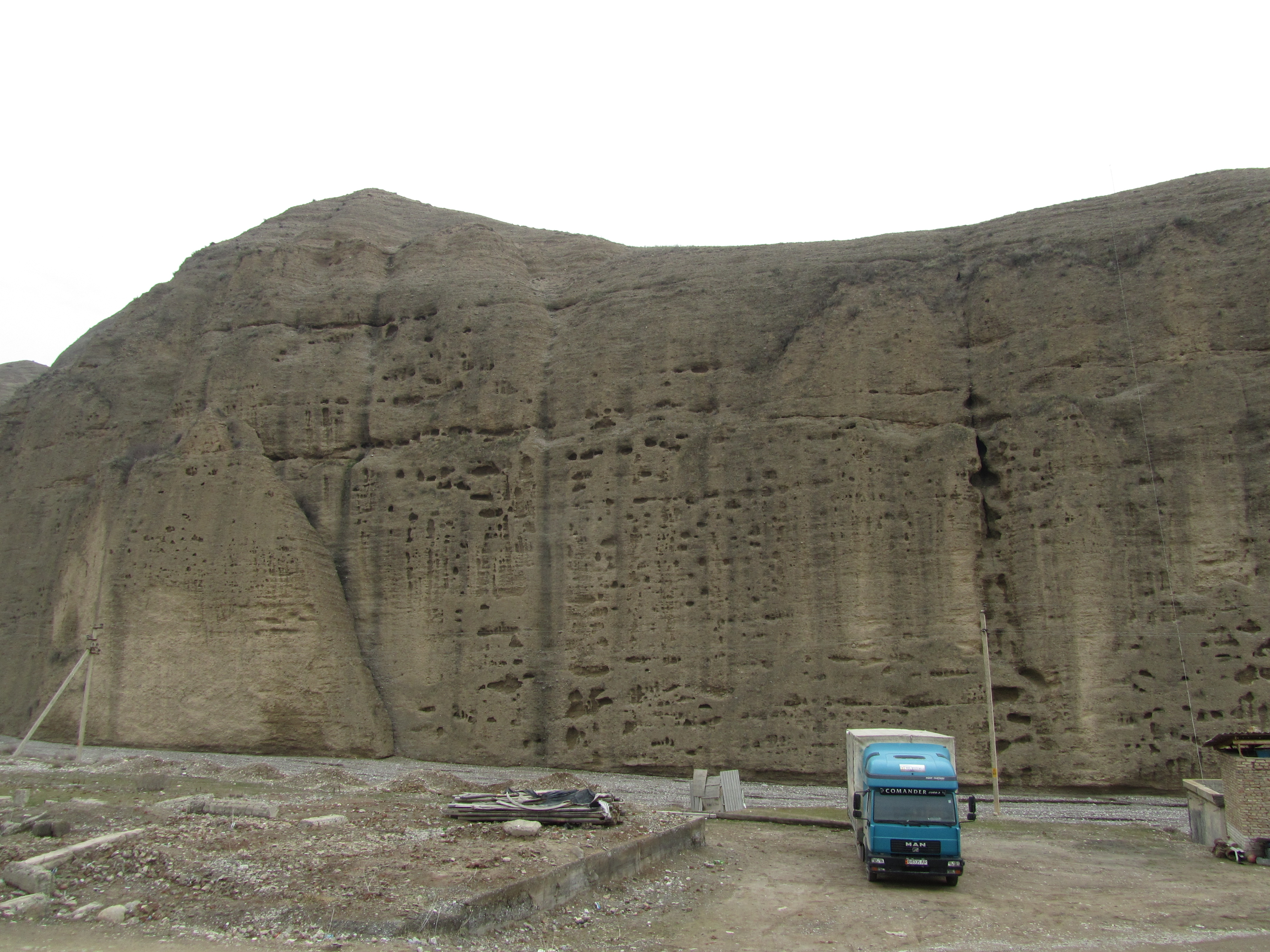

Коргон (кирг. Коргон) — село в Лейлекском районе Баткенской области Кыргызстана. Административный центр Лейлекского аильного округа.

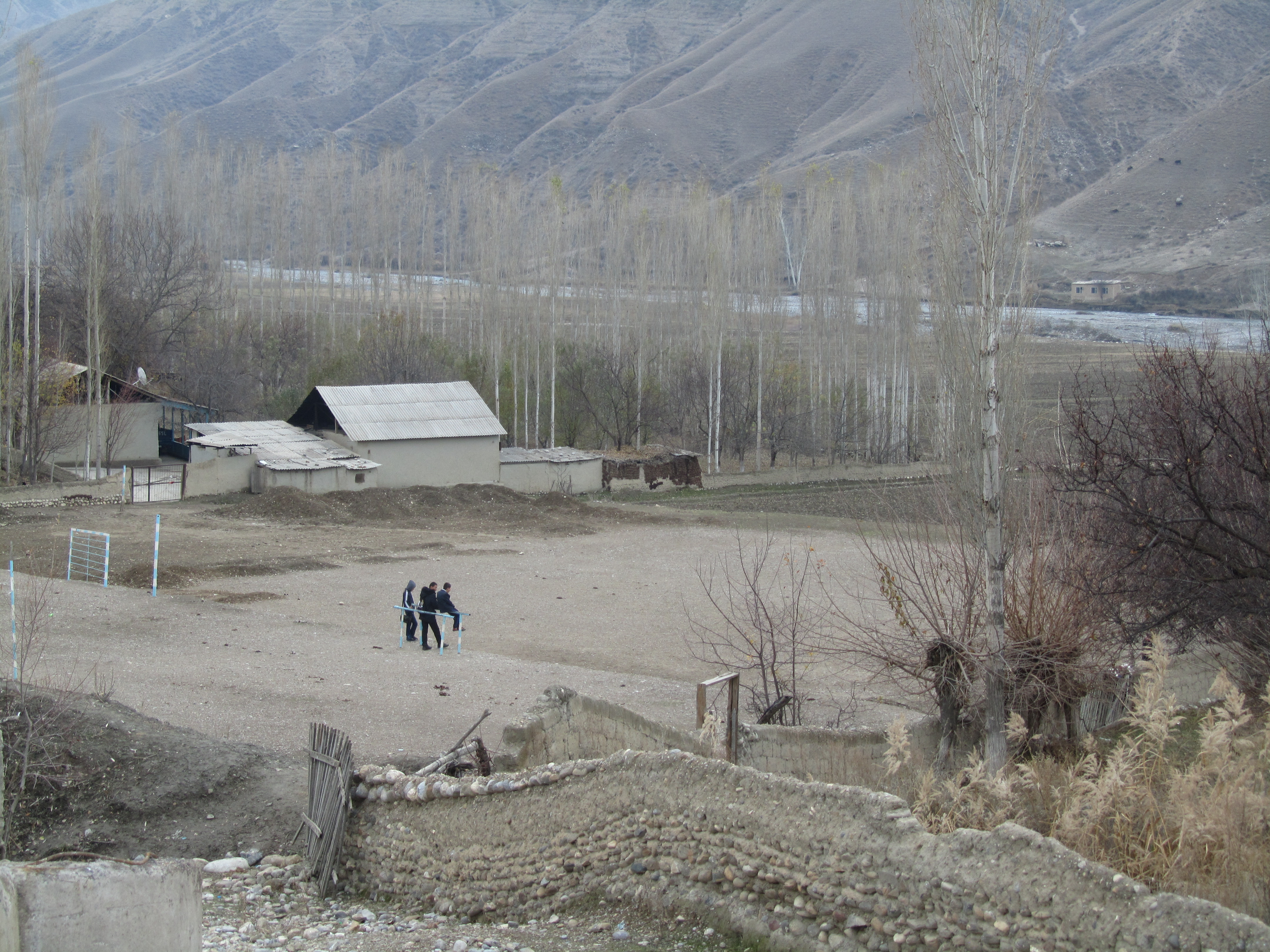

Расположено в юго-западной части Кыргызстана на берегу реки Козу-Баглан, на высоте 1100 м над уровнем моря на расстоянии 40 км к востоку от районного центра г. Исфана.
Согласно переписи 2009 года, население Коргона составляло 1778 человек.